# توم هنتر
توم هنتر (بالإنجليزية: Tom Hunter)‏ هو مغني أمريكي، ولد في 14 سبتمبر 1946، وتوفي في 20 يونيو 2008.

## وصلات خارجية
- توم هنتر على موقع ميوزك برينز (الإنجليزية)